# Mark Webber (actor)
Mark Allen Webber (Mineápolis, Minnesota, 19 de julio de 1980) es un actor estadounidense, conocido por sus papeles en películas como Snow Day, Just Like the Son y Scott Pilgrim vs. the World.
Webber nació en Minneapolis, Minnesota, donde pasó sus años preadolescentes. Luego fue criado por su madre soltera, Cheri Honkala, en los suburbios del norte de Filadelfia, donde por algún tiempo se quedaron sin hogar, viviendo en autos y construcciones abandonadas, y luchando por sobrevivir a los duros inviernos. La historia de vida de Webber sería más tarde tratada en televisión. Él y su madre han defendido a los sin hogar por muchos años, haciendo protestas, ayudando a educar a los votantes y siendo voluntarios para proveer comida y refugio a los indigentes de Filadelfia y sus alrededores.

## Vida personal
Webber estuvo en una relación con Frankie Shaw. Tienen un hijo juntos llamado Isaac Love. El fin de su relación con Shaw inspiró a Webber a crear su película The End of Love, protagonizada por él mismo y su hijo. La película vio la luz en el Sundance Film Festival de enero de 2012.
En septiembre de 2012, Webber comenzó a salir con la actriz australiana Teresa Palmer después de que ella lo contactara a través de Twitter. Se comprometieron en agosto de 2013, y se casaron el 21 de diciembre de 2013 en México. Tuvieron su primer hijo, Bodhi Rain Palmer, en febrero de 2014. Su segundo hijo, Forest Sage Palmer, nació en diciembre de 2016. En abril de 2019 tuvieron una hija, Poet Lake Palmer. En febrero de 2021 se hizo público que sería padre por quinta vez, la cuarta con su esposa. Su hija, Prairie Moon Palmer, nació el 17 de agosto de 2021.

## Filmografía
- The Evil Within (1998)
- Edge City (1998)
- Whiteboyz (1999)
- Jesus' Son (1999)
- Drive Me Crazy (1999)
- Animal Factory (2000)
- Snow Day (2000)
- Boiler Room (2000)
- Storytelling (2001)
- The Rising Place (2001)
- Chelsea Walls (2001)
- The Laramie Project (2002)
- Hollywood Ending (2002)
- Bomb the System (2002)
- People I Know (2003)
- Winter Solstice (2004)
- Dear Wendy (2005)
- Broken Flowers (2005)
- Just Like the Son (2006)
- The Hottest State (2006)
- The Memory Thief (2007)
- The Good Life (2007)
- Weapons (2007)
- T Takes (2008)
- Good Dick (2008)
- Life Is Hot in Cracktown (2009)
- Shrink (2009)
- Explicit Ills (2009)
- Scott Pilgrim vs. the World (2010)
- The Lie (2011)
- For Good Time, Call.. (2012)
- Save the Date (2012)
- The End of Love (2012)
- Goodbye World (2013)
- Welcome to Willits: After Sundown (2013)
- Happy Christmas (2014)
- 13 Sins (2014)
- The Ever After (2014)
- Jessabelle (2014)
- Laggies (2014)
- Uncanny (2015)
- Green Room (2015)
- Antibirth (2016)
- Inheritance (2017)
- Flesh and Blood (2017)
- The Scent of Rain and Lightning (2017)
- Don't Worry, He Won't Get Far on Foot (2018)
- Spivak (2018)
- The Place of No Words (2019)
- Clover (2020)
- Detonantes (2024)[11]